# حسین‌کندی
حسین‌کندی یکی از روستاهای استان آذربایجان شرقی است که در دهستان ورگهان بخش مرکزی شهرستان اهر واقع شده‌است.این روستا ۹۰ نفر جمعیت دارد.